# Барроу, Генри
Генри Ба́рроу (англ. Henry Barrowe, ок. 1550 г. Шипдам, графство Норфолк — 6 апреля 1593 г. Тайберн, Лондон) — английский религиозный деятель, пуританин. Последователей его учения называли барровистами.

## Биография
Генри Барроу родился в дворянской семье, состоявшей в родстве с Джоном Эйслером, епископом Лондона. В ноябре 1566 года он уже учится в колледже Клэйр-Холл, в Кембридже. В 1570 он становится бакалавром искусств. После этого Барроу служит при дворе, а затем (с 1576 года) становится членом адвокатской палаты Грейс-Инн.
В 1580—1581 годах Барроу, благодаря углублённому религиозному образованию и медитациям, приходит к другой, более строгой форме пуританства. Вскоре он входит в соприкосновение с Джоном Гринвудом, вождём английских конгрегационалистов, и принимает его взгляды. Несмотря на то, что Барроу бывал в Лондоне лишь наездами, он состоял в постоянном контакте с братством и участвовал в тайных собраниях конгрегационалистов.
Около 1581 года Роберт Браун основывает в Англии и в Голландии секту браунистов, руководство над которой позднее принял Г. Барроу. Члены секты считали, что религиозные убеждения и отправления должны быть освобождены от любого внешнего принуждения и насилия. Таким образом, они также отрицали и необходимость любой церковной организации и не признавали духовного чина и клира в любом его виде. Кроме Священного Писания, браунисты не признавали более никакого авторитета в вопросах религии, отказывались от любой другой формы и формулы моления. Преследуемые в Англии, браунисты бежали в Голландию где, реформированные пастором Джоном Робинсоном, были признаны на родине уже как индепенденты.
После того, как Барроу 9 ноября 1586 года, приехав в Лондон, посетил в тюрьме Клинк заключённого там Гринвуда, он был также схвачен и доставлен к епископу Джону Уайтгифту. Барроу обжаловал незаконный арест, отказался заплатить залог и принести торжественную присягу, после чего был заключён в башню. После полугодичного заключения и постоянных допросов Барроу был, вместе с Джоном Гринвудом, в мае 1587 года обвинён в отступничестве (так как они отказывались участвовать в англиканской службе) — на основании закона, принятого в своё время против католиков. При ужесточённых условиях содержания им было предложено уплатить ещё более высокий залог. До принятия окончательного решения о судьбе обоих Гринвуд и Барроу должны были быть помещены во Флитскую тюрьму.
Г. Барроу оставался в заключении ещё 6 лет, в тяжелейших условиях содержания. Он был ещё неоднократно допрошен, в том числе 18 марта 1588 года перед Коронным советом (Privy Council), как следствие его прошения на имя королевы Елизаветы I. При этом Барроу использовал возможность выступить с речью, в которой отстаивал принцип свободы совести, а также охарактеризовать любые церковные церемонии как язычество и поклонение идолам, а епископов — как преследователей и угнетателей. В течение своего заключения Барроу вёл ожесточённую дискуссию с Робертом Брауном (вплоть до 1588 года), который стал автором «объяснительного» письма к общественности, в котором характеризовал Барроу как «ренегата». Кроме этого, Барроу был автором нескольких работ в защиту конгрегационализма, из которых важнейшие:
- A True Description of the Visible Congregation of the Saints. 1589
- A Plain Refutation of Mr Gifford’s Booke, intituled A Short Treatise Gainst the Donatistes of England. 1590—1591
- A Brief Discovery of the False Church. 1590.

Начиная с 1590 года руководство Англиканской церкви стало изыскивать различные средства, чтобы переубедить или заставить замолчать Гринвуда и Барроу. Вначале к обоим были посланы духовные лица из пуритан с заданием выработать какое-либо нейтральное соглашение — однако, безрезультатно. Далее было решено: осудить проповедников как государственных преступников на основании закона о распространении подстрекательской и запрещённой литературы. 23 марта 1593 года Барроу и Гринвуд были приговорены к смертной казни через повешение. На следующий день после вынесения приговора обоих доставили к месту казни, однако затем она была отсрочена. 31 марта они вновь были доставлены к виселице, на шею каждому была надета петля, но после некоторого ожидания исполнение было вновь перенесено. В конце концов, утром 6 апреля оба пуританина были всё-таки повешены.
Позднее был казнён и третий пуританин, Джон Пенри, также отстаивавший взгляды, совпадавшие с подобными у Барроу и Гринвуда. Арестованный 23 марта 1593 года, он настаивал на открытом диспуте с англиканскими духовными лицами в присутствии королевы или членов Коронного совета, но ему в этом было отказано.